# Polikarpov I-15
Polikarpov I-15 "Tjajka" ("Måsen", И-15 "Чайка") var ett sovjetiskt jaktplan som flög för första gången i oktober 1933 med piloten Valerij Tjkalov vid kontrollerna.
Konstruktionen för det 14:e jaktplanet för det sovjetiska flygvapnet, I-14, började som ett avancerat (för denna era) monoplan under ledningen av Andrej Tupolev. Han bekymrade sig för att konstruktionen inte skulle mogna och beställde två biplan som backup och kallade dem för I-14A och B för att vara på den säkra sidan. Polikarpov hade nyligen släppts från fängelset i augusti 1932 och gavs I-14A-projektet. När både I-14 och I-14A beordrades i produktion kom Polikarpovs konstruktion att bli den berömda I-15.
I-15, som även är känt under sitt utvecklingsnamn TsKB-3, var ett litet jaktplan av biplantyp med en böjd övrevinge. Det var en utveckling av Polikarpovs I-5-jaktplan.
I-15 användes i strid i det Spanska inbördeskriget och kom att visa sig vara ett av de bästa jaktbiplanen av sin tid.
Den var utrustad med en 700 hästkrafters (515 kW) M-25-motor. Sammanlagt byggdes 674 exemplar av detta flygplan.

## Varianter

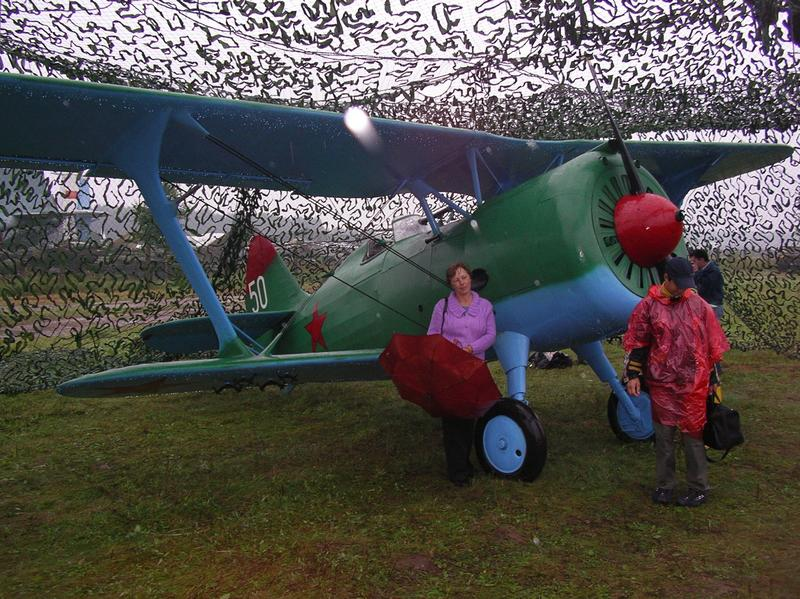
I-15bis flygande replika, Monino, 2004. Observera den raka övervingen som var typisk för I-15bis.

- I-15bis (I-152) - ensitsigt jaktplan av biplanstyp, bestyckat med fyra 7,62 mm PV-1 eller ShKAS -kulsprutor, plus upp till 150 kg bomber. I-15bis kraftsattes av den starkare M-25V -motorn som utvecklade 570 kW (775 hk). Den hade en rak övre vinge. Sammanlagt byggdes 2 408 flygplan av denna typ.
- I-15ter (I-153) - liknande som I-15 men med infällbart landställ. Se Polikarpov I-153
- I-152TK - ett flygplan utrustat med två turbokompressorer.
- I-152GK - ett flygplan utrustat med tryckkabin.
- TsKB-3bis - prototyp.
- TsKB-3ter - prototyp utrustad med den starkare M-25V -motorn.

## Användning i Finland
Det finländska flygvapnet tog över fem I-15bis jaktplan som gjort nödlandningar i Finland. Två av dessa reparerades till flygdugligt skick fram till slutet av Vinterkriget och de övriga deltog i Fortsättningskriget. Man slutade använda dem den 20 februari 1945 och de skrevs ut ur flygvapnets flygregister den 2 januari 1950.
Under vinterkriget kunde det finländska flygvapnet ta över åtta I-153-jaktplan som gjort nödlandningar i Finland. Under fortsättningskriget köpte man ytterligare elva flygplan från Tyskland. Sammanlagt hade det finländska flygvapnet 21 I-153 -jaktplan i bruk.

## Användare
- Finland
- Kina
- Sovjetunionen
- Spanien